# Hail of Bullets
Hail of Bullets var ett nederländskt death metal band som grundades 2006 i Amersfoort i Nederländerna.

## Historia
I slutet av 2006 träffades Pestilence/Asphyx-sångaren Martin van Drunen, före detta Houwitser basisten Theo van Eekelen, Gorefest-trummisen Ed Warby och Thanatos-gitarristerna Paul Baayens och Stephan Gebédi i en bar i Ammersfoort. Det visade sig att de hade gemensamma musikaliska intressen och samma kärlek till "old school" death metal som Autopsy, Bolt Thrower, Massacre, Celtic Frost och Death. Detta resulterade i en idé om att de skulle starta ett band tillsammans.
Först hade de svårt att hitta ett bra namn för bandet, eftersom alla möjliga namn hade redan blivit tagna, men till slut kom de fram till namnet Hail of Bullets. Dan Swanö spelade in deras första demo. Dan skall ha sagt: "If this promo doesn't get you guys a good record deal, I will eat my laptop!", något som han inte behövde göra för Metal Blade Records tvekade inte att signera bandet. Hail of Bullets första fullängdsalbum ...Of Frost and War släpptes 19 maj 2008. Deras andra album On Divine Winds släpptes 2010.

## Medlemmar
Senaste medlemmar
- Theo van Eekelen – basgitarr (2006–2017)
- Paul Baayens – gitarr (2006–2017)
- Stephan Gebédi – gitarr (2006–2017)
- Ed Warby – trummor (2006–2017)
- Dave Ingram – sång (2016–2017)

Tidigare medlemmar
- Martin van Drunen – sång (2006–2015)

Turnerande medlemmar
- Dirk Bruinenberg – trummor (2016)
- Dave Ingram – sång (2016)

## Diskografi
Demo
- 2007 – Hail of Bullets

Studioalbum
- 2008 – ...Of Frost and War
- 2010 – On Divine Winds
- 2013 – III: The Rommel Chronicles

EP
- 2009 – Warsaw Rising

Annat
- 2013 – "Imperial Anthems Vol. 11" (delead 7" vinyl: Legion of the Damned / Hail of Bullets)